# Leonia cymosa
Leonia cymosa är en violväxtart som beskrevs av C. Martius. Leonia cymosa ingår i släktet Leonia och familjen violväxter. Inga underarter finns listade i Catalogue of Life.